# Municipio de Dexter (Dakota del Sur)
El municipio de Dexter (en inglés: Dexter Township) es un municipio ubicado en el condado de Codington en el estado estadounidense de Dakota del Sur. En el año 2010 tenía una población de 194 habitantes y una densidad poblacional de 1,23 personas por km².

## Geografía
El municipio de Dexter se encuentra ubicado en las coordenadas 45°7′20″N 97°15′34″O / 45.12222, -97.25944. Según la Oficina del Censo de los Estados Unidos, el municipio tiene una superficie total de 157,25 km², de la cual 154,58 km² corresponden a tierra firme y (1,7 %) 2,67 km² es agua.

## Demografía
Según el censo de 2010, había 194 personas residiendo en el municipio de Dexter. La densidad de población era de 1,23 hab./km². De los 194 habitantes, el municipio de Dexter estaba compuesto por el 99,48 % blancos y el 0,52 % eran de una mezcla de razas. Del total de la población el 0 % eran hispanos o latinos de cualquier raza.